# Квітка папороті
«Квітка папороті» (рос. Цветок папоротника) — радянський анімаційний фільм 1979 року за повістю Миколи Гоголя «Вечір напередодні Івана Купала», від Творчого об'єднання художньої мультиплікації студії Київнаукфільм, режисер — Алла Грачова.

## Сюжет
Бідний наймит закоханий у дочку свого хазяїна, який проти їхніх стосунків. Хазяїн проганяє наймита.
Настає свято Івана Купала. Наймита знаходить багатий козак (чорт у людській подобі) і пропонує золоті монети в обмін на квітку папороті, що цвіте лише в купальську ніч. Удвох вони йдуть до лісу, де наймит, не злякавшись навколишньої нечистої сили, зриває квітку. Чорт веде його до відьми, квітка перетворюється на купу золота. Проте воно ще не належить наймиту, щоб отримати скарб, він мусить убити невинну людину. Відьма приводить хлопчика, якого наймит, повагавшись, убиває. Нечиста сила радіє.
Зранку наймит прокидається поряд з мішками, повними золотих монет. Він приносить їх колишньому хазяїну і той погоджується видати за нього дочку.
Розбагатівши, пара не має щастя. Чоловікові повсюди ввижається золото та всілякі страховиська. Дружина вирушає на прощу, а чоловіка відвідує відьма, підпалюючи його хату. Зароблений злочином скарб перетворюється на черепки.

## Над фільмом працювали
- Автори сценарію: Алла Грачова, Світлана Куценко;
- Режисер: Алла Грачова;
- Художник-постановник: Ірина Смирнова;
- Композитор: Борис Буєвський;
- Оператор: Олександр Мухін;
- Художники-мультиплікатори: Ігор Бородавко, Костянтин Чикін, Адольф Педан, Ігор Ковальов;
- Художники: А. Вадов, І. Дівішек, Тетяна Черні, Г. Черненко, Наталя Чернишова;
- Асистент режисера: В. Рябкіна;
- Звукооператор: Ігор Погон;
- Редактор: Юрій Зморович;
- Монтаж: С. Васильєва;
- Директор картини: Іван Мазепа.